# 北嶺町
北嶺町（日语：／ Kita-minemachi */?）是東京都大田區的町名，不設「丁目」。2013年8月1日為止的人口為5,299人。郵遞區號145-0073。

## 地理
位於東京都大田區西北部。北部與東部接南雪谷。南至橫須賀線（品鶴線），接東嶺町、久原。西至環八通（東京都道311號環狀八號線），接田園調布本町。東急池上線通過町內，並在町內南部設置御嶽山站（橫須賀線未設站）。車站周邊是小規模商業區，其他為住宅區。

## 歷史
前身為嶺村。1970年（昭和45年）調布嶺町一丁目一部分、雪谷町、道道橋町、久原町各一部分合併現行的北嶺町。

### 地名由來
意為嶺町的北部。「嶺」是指多摩川北岸的國分寺崖線高地。

## 交通
町域內有東急池上線御嶽山站。北部可利用鄰近的雪谷大塚站。

## 設施
- 大田區立蟹久保（かにくぼ）公園
- 御嶽神社
- 本覺寺

## 備註
1. ↑  .   [2013-08-19]. （原始内容存档于2014-02-18）.